# Onkelz vs. Jesus
Onkelz vs. Jesus ist ein Lied der deutschen Hard-Rock-Band Böhse Onkelz. Der Song ist die einzige Singleauskopplung ihres 15. Studioalbums Adios und wurde am 21. Juni 2004 veröffentlicht.

## Inhalt und Hintergrund
Der Song stellt auf ironische Weise die Bekanntheit der Böhsen Onkelz mit der von Jesus Christus gegenüber. Die Band nimmt dabei ihr Image nicht ganz so ernst, wie es teilweise die deutschen Medien taten. Außerdem blickt sie zurück auf die 24-jährige Bandgeschichte, die oft kontrovers, teils planlos und vom Erfolg so nicht vorhersehbar war.
Textlich lassen die Onkelz ihre Karriere, die auf der Straße begann, Revue passieren. Dabei waren sie „doof, aber selbstbewusst“ und gerieten mit Gangs und der Polizei aneinander. Damals hatten sie „kein Ziel und keinen Plan“, doch seien heute trotz kritischer Berichterstattung der Medien ein „Phänomen“ und „bekannter als Jesus“.

## Produktion
Der Text des Liedes wurde von Stephan Weidner, dem Kopf und Bassisten der Band, geschrieben. Auch die Produktion übernahm Weidner gemeinsam mit dem Gitarristen der Onkelz, Matthias Röhr und dem Musikproduzenten Michael Mainx, der als Co-Produzent fungierte.

## Musikvideo
Das Musikvideo zu Onkelz vs. Jesus ist neben dem Clip zu Dunkler Ort das einzige professionelle Video zu einem Lied der Böhsen Onkelz. Es wurde von dem deutschen Regisseur Markus Hollmann-Loges in Zusammenarbeit mit dem kubanischen Künstler Pozo gedreht.
Im Video spielt die Band das Lied vor wechselnden, grafisch-gestalteten Hintergründen. Dazwischen werden verschiedene Zeitungsberichte über die Onkelz eingeblendet. Während die Bandmitglieder in Schwarz-weiß dargestellt sind, sind die Hintergründe bunt.

## Single

### Covergestaltung
Das Singlecover ist in den Farben Gelb sowie Schwarz gehalten und zeigt u. a. einen gelben Dornenkranz. Der Titel Onkelz vs. Jesus in Weiß befindet sich mitten im Bild. Es wurde von dem kubanischen Künstler Pozo gestaltet.

### Titelliste
Neben dem Titelsong beinhaltet die Single auch das ebenfalls auf Adios enthaltene Lied Superstar sowie eine Instrumentalversion des Stücks Prinz Valium. Zudem ist eine Coverversion des Songs My Generation, das im Original von der britischen Rockband The Who stammt, auf der Single enthalten.
1. Onkelz vs. Jesus – 3:30
2. Superstar – 2:30
3. My Generation – 2:58
4. Prinz Valium (Instrumental) – 3:26

### Chartplatzierungen
Onkelz vs. Jesus stieg am 5. Juli 2004 auf Platz 2 in die deutschen Singlecharts ein und hielt sich in den folgenden beiden Wochen auf diesem, bevor es auf Rang 6 fiel. Insgesamt konnte sich der Song zehn Wochen in den Top 100 halten. In den deutschen Jahrescharts 2004 belegte das Lied Rang 35. Auch in Österreich und der Schweiz erreichte die Single die Charts und belegte Position 9 bzw. 16.